# 37e régiment de fusiliers « von Steinmetz » (régiment de fusiliers prussien-occidental)
Pour les articles homonymes, voir 37e régiment.
Le 37e régiment de fusiliers « von Steinmetz » (régiment de fusiliers prussien-occidental) est une unité d'infanterie de l'armée prussienne. Elle a existé de 1818 à 1919 et porte le nom du maréchal Karl Friedrich von Steinmetz depuis 1889.

## Histoire
L'unité est créée le 26 janvier 1818 (jour de la fondation) en tant que 35e régiment d'infanterie (3e régiment de réserve).

### Guerre austro-prussienne
En 1866, pendant la guerre contre l'Autriche, le régiment participe aux batailles de Nachod, Skalitz, Schweinschädel et Sadowa.

### Guerre franco-prussienne
Dans la guerre contre la France, le régiment combat en 1870/71 à Wissembourg, Frœschwiller-Wœrth, Stonne, Sedan ainsi que du 19 septembre 1870 au 28 janvier 1871 lors de l'encerclement et du siège de Paris.
À partir de 1881, le régiment est en garnison à Krotoschin, à partir de 1897, il y est logé dans quatre casernes.

### Première Guerre mondiale
Pendant la Première Guerre mondiale, le régiment combat sur le front ouest, y compris la bataille de Verdun.

### Après-guerre
Après la fin de la guerre, le régiment est démobilisé du 2 au 22 janvier 1919 à Goldberg. Dès la fin décembre, on a commencé à former une compagnie de volontaires. Pendant la démobilisation, le 37e régiment de fusiliers volontaires s'est formé avec le 1er bataillon (bataillon de volontaires "von Ravenstein"), le 3e bataillon (bataillon de volontaires "Tschirnhaus"), le 4e bataillon (bataillon de volontaires ou de gardes-frontières Lissa) ainsi qu'une compagnie de mitrailleuses et de mitrailleuses volontaires. Ces formations sont engagées sous la 10e division d'infanterie dans la protection des frontières de Lissa. Avec la formation de la Reichswehr provisoire, le 1er et le 3e bataillon sont absorbés par le 9e régiment de tirailleurs de la Reichswehr.
La tradition du 37e régiment de fusiliers est reprise dans la Reichswehr par décret du 24 août 1921 du chef du commandement de l'armée, le général d'infanterie Hans von Seeckt, par la 14e compagnie du 8e régiment (prussien) d'infanterie  à Lübben.

## Chefs du régiment
En reconnaissance de ses nombreuses années de service, le roi Guillaume Ier nomme le général d'infanterie Karl Friedrich von Steinmetz (1796–1877) chef du régiment. Après sa mort, le général d'infanterie Viktor von Lignitz (de) occupa cette haute fonction du 20 janvier 1903 au 15 octobre 1913.

## Commandants
| Grade                 | Nom                                 | Date                                                     |
| --------------------- | ----------------------------------- | -------------------------------------------------------- |
| Oberstleutnant/Oberst | Otto von Diericke (de)              | 27 août 1818 au 29 mars 1829                             |
| Oberstleutnant        | Friedrich von Tilly                 | 30 mars 1829 au 2 novembre 1830                          |
| Oberstleutnant        | Ferdinand von Grabowski (de)        | 8 novembre 1830 au 8 juin 1831                           |
| Oberstleutnant/Oberst | Karl von François (de)              | 25 juin 1831 au 23 octobre 1832 (chargé de la direction) |
| Oberst                | Karl von François                   | 24 octobre 1832 au 17 août 1837                          |
| Oberstleutnant/Oberst | Ernst von Schweinitz (de)           | 18 août 1837 au 18 mai 1838 (chargé de la direction)     |
| Oberst                | Ernst von Schweinitz                | 19 mai 1838 au 28 mars 1842                              |
|                       | Dietrich von Borries (de)           | 7 avril 1842 au 29 mars 1844                             |
| Oberst                | Wilhelm von Wentzel (de)            | 30 mars 1844 au 24 septembre 1849                        |
| Oberstleutnant/Oberst | Wilhelm Lignitz (de)                | 25 septembre 1849 au 7 juin 1854                         |
| Oberst                | Friedrich Krieß (de)                | 13 juillet 1854 au 28 octobre 1857                       |
| Oberstleutnant/Oberst | Friedrich von Barby (de)            | 29 octobre 1857 au 19 septembre 1859                     |
| Oberst                | Leopold von Stuckrad                | 3 octobre 1859 au 8 janvier 1864                         |
| Oberst                | Ferdinand von Kummer                | 9 janvier 1864 au 17 avril 1865                          |
| Oberstleutnant/Oberst | Ferdinand von Below                 | 18 avril 1865 au 17 juin 1869                            |
| Oberst                | Adolf von Heinemann (de)            | 18 juin 1869 au 14 juillet 1871                          |
| Oberst                | Albert Gebauer                      | 15 juillet 1871 au 12 avril 1875                         |
| Oberstleutnant        | Julius von Schmidt (de)             | 13 avril au 18 juin 1875 (chargé de la direction)        |
| Oberstleutnant/Oberst | Julius von Schmidt                  | 19 juin 1875 au 17 octobre 1881                          |
|                       | Ernst Masuch                        | 18 octobre 1881 au 6 avril 1882                          |
|                       | Otto von Franke                     | 15 avril 1882 au 12 mai 1886                             |
| Oberstleutnant        | Ernst von Redern (de)               | 13 mai 1886 au 14 mai 1886 (chargé de la direction)      |
| Oberst                | Ernst von Redern                    | 15 mai 1886 au 21 mai 1889                               |
| Oberstleutnant/Oberst | Emil von Freyhold (de)              | 22 mai 1889 au 21 août 1891                              |
| Oberst                | Waldemar von Hirschfeld             | 22 août 1891 au 21 mars 1895                             |
| Oberst                | Wilhelm Quade                       | 22 mars 1895 au 16 avril 1896                            |
| Oberst                | Karl Crudup                         | 17 avril 1896 au 21 mai 1899                             |
| Oberst                | Karl von Gynz-Rekowski (de)         | 22 mai 1899 au 21 mai 1900                               |
| Oberst                | Karl Strübing                       | 22 mai 1900 au 17 juin 1903                              |
| Oberst                | Otto Deininger                      | 18 juin 1903 au 2 octobre 1906                           |
| Oberst                | Hans Paulus Herwarth von Bittenfeld | 3 octobre 1906 au 17 février 1908                        |
| Oberst                | Adolph Breithaupt                   | 18 février 1908 au 20 avril 1911                         |
| Oberst                | Hermann von Engelmann               | 21 avril 1911 au 29 juin 1912                            |
| Oberst                | Oskar Haevernick (de)               | 30 juin 1912 au 9 septembre 1914                         |
|                       | Georg Großmann                      | 10 septembre 1914 au 25 mars 1916                        |
|                       | Hofrichter                          | 29 mars 1916 au 11 juillet 1917                          |
| Major                 | Anton von Münchhausen               | 12 juillet au 21 septembre 1917                          |
|                       | Walther Zechlin                     | 22 septembre 1917 au 30 mars 1918                        |
|                       | Oscar Köhler                        | 19 avril 1918                                            |
|                       | Georg Staroste                      | 1918 à la dissolution                                    |